# 以色列—沙特阿拉伯关系
以沙关系是指以色列国和沙特阿拉伯王国之间的关系。目前，以色列和沙特阿拉伯没有任何官方外交关系。然而，根据一些新闻媒体披露，为了对抗两国在中东地区共同的敌人伊朗，两国之间存在地下情报合作。与此同时，沙特与巴勒斯坦自治政府和马哈茂德·阿巴斯的关系正在恶化。

## 概况
根据以色列国土报的报道，沙特阿拉伯和以色列军官在约旦、沙特阿拉伯和美国协调的联合作战室内定期举行会议。

### 關係正常化
2016年8月，據沙特阿拉伯國內记者报道，沙特已经开始改变对以色列的态度，并开始批评阿拉伯国家的反犹太主义。 以色列媒体的一些部门将此描述为该国明显的媒体宣传活动，旨在塑造积极的舆论，以加深两国之间的关系。
由於受到2023年10月以巴衝突影響，沙特宣布终止与以色列关系正常化的所有谈判。2024年2月7日，沙特阿拉伯外交部指，「沙特王國已向美國政府傳達其堅定的立場，即除非在1967年以東耶路撒冷為首都的邊界上承認一個獨立的巴勒斯坦國，否則不會與以色列建立外交，以色列對加沙地帶的侵略停止，所有以色列佔領軍撤出加沙地帶」。

## 经贸关系
2005年，沙特阿拉伯宣布解除对以色列货物和服务的禁令，因为两国皆为世界贸易组织成员国，其中一个成员国不能完全禁止另一个成员国所有的商品和服务。 但截至2006年8月，沙特阿拉伯的抵制并仍未如期取消。
根据以色列时报2015年5月的一篇文章報道，总部位于伦敦的阿拉伯报纸Rai al-Youm报道曾提及以色列曾提出向沙特阿拉伯提供铁穹防御系统技术，以对抗来自也门的火箭弹，该提案是在约旦安曼的一次会议上通过美国外交官所发出，但随后遭到沙特方面拒绝，而该报道尚未獲得官方证实。
一名名叫“Mujtahid”的政治分析家声称，沙特阿拉伯在南非合作建立的无人机组装工厂，实际上是沙特進行秘密通过南非购买以色列无人机的协议。據報，以色列无人机首先被送往南非，在那里被拆卸後轉运到沙特阿拉伯，然后再次组装起来。
2016年7月23日，一位退休的沙特将军访问了以色列，并且带领了寻求改善两国关系的学者和商人所组成的代表团一同前往。以色列国会议长表示，沙特希望向以色列开放，这对他们来说是一个战略性的举措。 他进一步表示，他们希望效仿前任埃及总统安瓦尔·萨达特签署的《大卫营协议》。

### 埃及
在埃及於2016年4月同意將紅海蒂朗岛和塞納菲爾島移交給沙特阿拉伯後，沙特阿拉伯外交大臣表示，該國將遵守關於這兩個島上原有的《以色列-埃及和平條約》的條款，但沙特方面並沒有在此問題上與以色列直接接觸，而以色列政府並沒有提出反對。以色列議會外交事務和國防委員會負責人查扎·哈內比表示，該交易不會威脅到以色列，並歡迎沙特與以色列對付伊朗、真主黨和在該地區肆虐、屬伊斯蘭極端主義叛亂分子的遜尼派阿拉伯國家組織。 以色列國防部長於同年4月12日表示，沙特阿拉伯已就以方船隻於蒂朗海峽的通行自由給予書面保證。

## 阿拉伯之春
据《纽约时报》报道，在“阿拉伯之春”之后，以色列将沙特政府视为“稳定的保证”。2011年，以色列赞同德国出售200辆豹式坦克到沙特阿拉伯。批准來自齊·阿德，國家安全顧問本杰明·内塔尼亚胡。

## 伊朗代理人冲突

#### 以色列官方评价
2017年11月19日，能源部長Yuval Steinitz表示，由於對伊朗的共同擔憂，以色列與沙特阿拉伯有過秘密接觸。這是以色列高級官員首次公開承認兩國之間的合作。

## 领空飞越问题
民航总局禁止飞往以色列的飞机飞越沙特阿拉伯领空，但是从2018年3月22日开始印度航空从德里飞往特拉维夫的航班获得了豁免权，该航班通常不会飞越沙特阿拉伯领空。
2020年8月31日，沙特容許以色列與阿联酋之間的飛機飛越該國領空。2022年7月，沙特允許任何一家以色列航空公司都可以飞越沙特的领空，同时还允许以色列回教徒从以色列搭乘直飞包机到麦加参加年度朝圣活动。

## 另見
- 以色列外交

## 外部連結
- Political Map of the Middle East（页面存档备份，存于）